# Nokturnalitás
A nokturnalitás az élőlényeknél azt jelenti, hogy éjjel aktívak és nappal pihennek, alszanak. Jelzője: ’nokturnális’. A nokturnalitás, mint a diurnalitás is, leíró jellegű jellemzés, egy megfigyelt 24 órás tevékenységre vonatkozik, szemben a cirkadián ritmussal („napi biológiai óra”), amely az élőlény saját belső időmérő rendszere által vezérelt, hozzávetőlegesen 24 órás ciklus.
A nokturnális élőlények általában igen fejlett hallással és szaglással rendelkeznek, látásuk pedig speciálisan sötétben való éleslátásra fejlődött ki az evolúció során. Néhány állat olyan látással rendelkezik, mellyel nappal is, éjjel is jól tud tájékozódni. Ilyen állatok például a macskafélék vagy a vadászgörény. Ezt a tulajdonságot metaturnálisnak is nevezik. A legtöbb nokturnális állatnak nagy szemei vannak a testméreteihez képest, melyek segítségével kompenzálja az éjszakai gyenge fényviszonyokat. Ilyenek például a bagolyfélék.

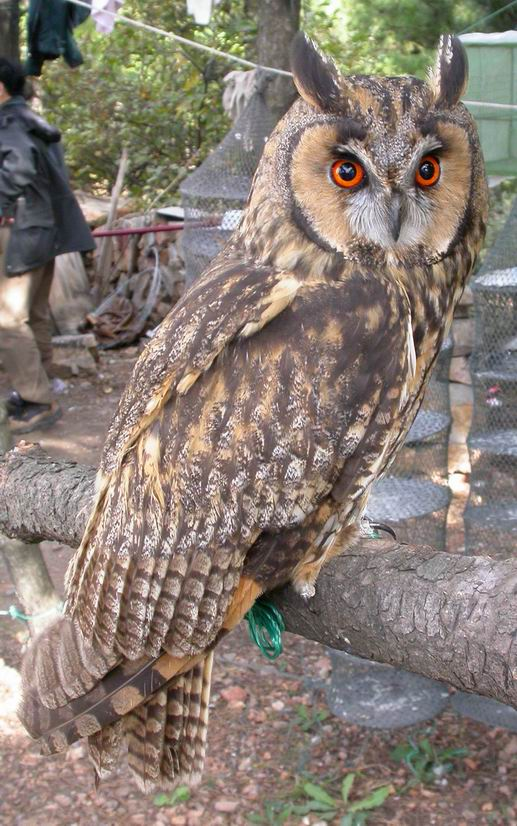
Erdei fülesbagoly

Vannak olyan állatok, melyek kizárólag csak éjjel tevékenykednek, mint például a fülesmakifélék és egyes denevérfajok.
A diurnális élőlények nappal aktívak, a krepuszkulárisok inkább félhomályban aktívak (nyulak, hiénák stb.), a katemerálisak, mint például az oroszlánok, nappal is, éjjel is aktívak.

## Jellemzők

### Forrásmegosztás
Az evolúció során egyes állatok azért álltak át éjjeli aktivitásra, hogy elkerüljék a versenyhelyzetet más fajokkal. Ilyenek például a baglyok és a héják. Mindkét fajnak hasonló rágcsálók a tápláléka, ugyanazon a területen, de nem kerülnek versenyhelyzetbe, mert a bagoly éjjel vadászik, a héja nappal.

### Túlélés, zsákmányszerzés
A nokturnalitás a rejtőzködés egy formája is. Több állatfaj azért lett nokturnális, hogy jobban tudjon védekezni a ragadozók ellen. Mások meg azért vadásznak éjjel (például az oroszlánok), mert zsákmányaik (zebra, antilop stb.) rosszul látnak éjjel. Több rágcsáló éjjel aktív, hogy elkerülje a nappali ragadozókat. Van több diurnális állatfaj, amely bizonyos időben nokturnális viselkedést mutat. Ilyenek például egyes tengeri madarak vagy a tengeri teknősök, amelyek párzási és tojáslerakási tevékenységüket éjjel végzik, a ragadozók elkerülése miatt.

### Víztakarékosság
Sok vízszegény helyen és hőségben élő sivatagi állat úgy alkalmazkodott a nagyobb vízveszteséggel járó nappali hőséghez, hogy a jobb vízháztartás érdekében az ozmoregulációt segítő éjszakai életmódra tért át. Az oroszlánok ugyan nem sorolhatók be az éjszakai állatok közé, aktivitásuk egyenletesen oszlik meg a nap 24 órájában, azaz katemerális viselkedésűek, de a vadászatot éjjel űzik, részben azért, mivel ilyenkor kisebb a vízveszteség.
Az állatokhoz hasonlóan több növényfaj is úgy takarékoskodik a vízzel, hogy érzékeny virágszirmait csak éjjel bontja ki, amikor a Nap sugarainak intenzitása már lecsökkent. Az ilyen virágok beporzását gyakran a szintén éjszakai denevérek veszik át.

## Fogságban

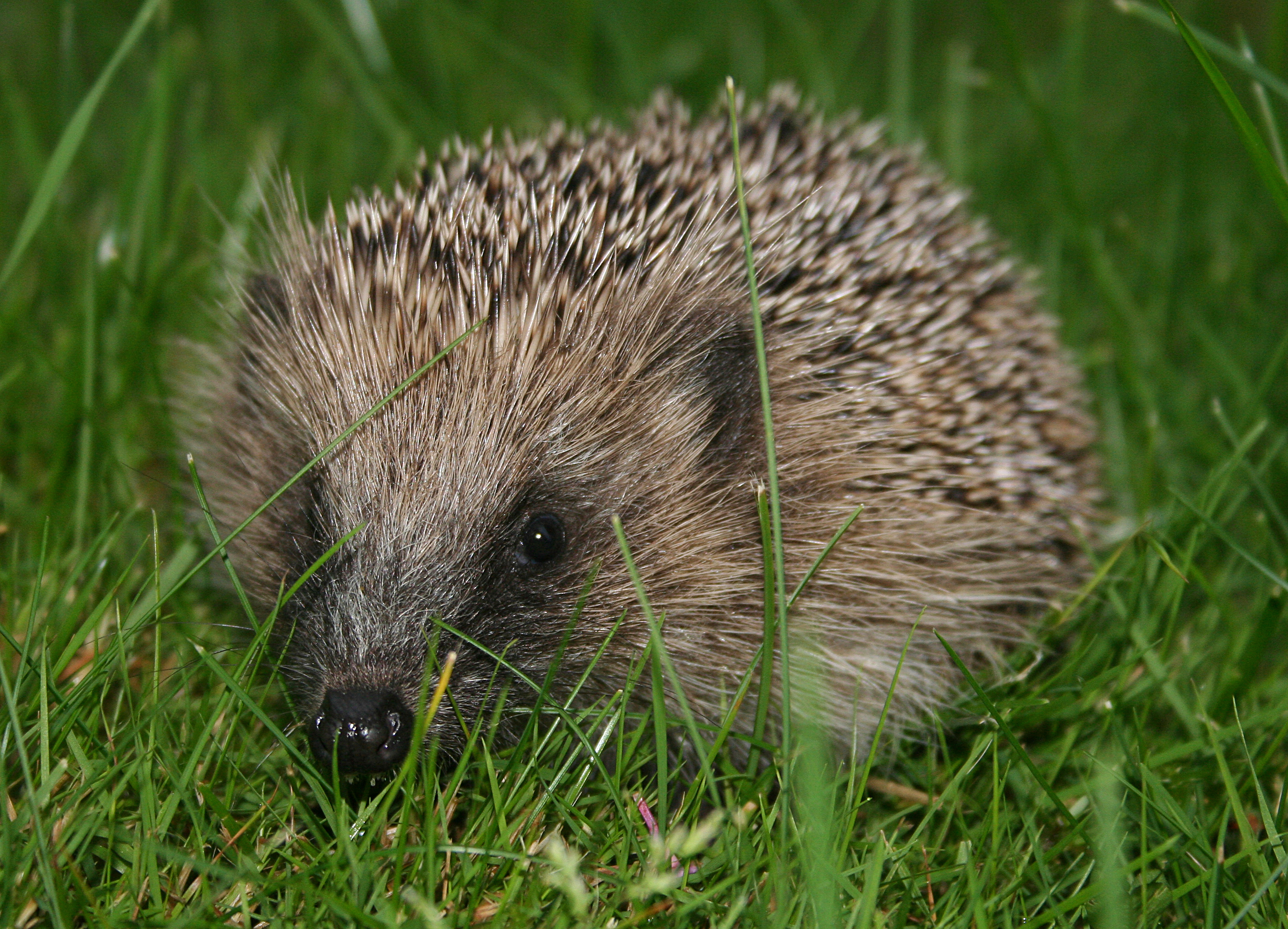
Sün

Az állatkertek látogatói kedvéért az éjszakai állatok részlegében az éjszakai homályt nappal teremtik meg, éjszaka pedig mesterséges nappali fénynek teszik ki az állatokat. Ez félrevezeti az állatok biológiai óráját, és az állatkert nyitvatartásának idején, nappal mozognak, a látogatók megfigyelhetik őket tevékenységük közben is.
Többféle éjszakai állat is akad a kedvtelésből tartott állatok között, a sündisznó egy a sok közül. A sündisznó védett környezetben és élelemmel ellátva magától is felhagy az éjszakai életmóddal.
A macskák alkalmazkodtak a domesztikált helyzethez, és akár kóborolnak, akár kényeztetett kedvencek, megvan az a képességük, hogy felvegyék gazdájuk nappali vagy éjszakai életmódját, noha eredeti életmódjuknak az felelne meg, hogy alkonyatkor és hajnalban vadásszanak és járják be a területüket.

## Fordítás
Ez a szócikk részben vagy egészben  a   Nocturnality című angol Wikipédia-szócikk ezen változatának fordításán alapul.  Az eredeti cikk szerkesztőit annak laptörténete sorolja fel. Ez a jelzés csupán a megfogalmazás eredetét és a szerzői jogokat jelzi, nem szolgál a cikkben szereplő információk forrásmegjelöléseként.